# امارو، بوزائو
امارو، بوزائو (به لاتین: Amaru, Buzău) یک منطقهٔ مسکونی در رومانی است که در شهرستان بوزائو واقع شده‌است.

## خصوصیات
امارو ۲٬۷۷۳ نفر جمعیت دارد.